# Girlschool
Le Girlschool sono un gruppo heavy metal britannico formatosi a Londra nel 1977.
Oltre a essere composto interamente da donne è annoverato tra i più in vista della corrente NWOBHM. Ebbero un discreto successo soprattutto negli anni ottanta e influirono su molti altri gruppi musicali al femminile.

## Storia

### Gli inizi
Il gruppo fu fondato dalle tre studentesse londinesi Kim McAuliffe, Enid Williams e Deidre Cartwright. Inizialmente si chiamavano Painted Lady; decisero di chiamarsi Girlschool nell'aprile del 1978. In seguito Cartwright se ne andò e arrivarono Kelly Johnson e Denise Dufort.

### Primi successi

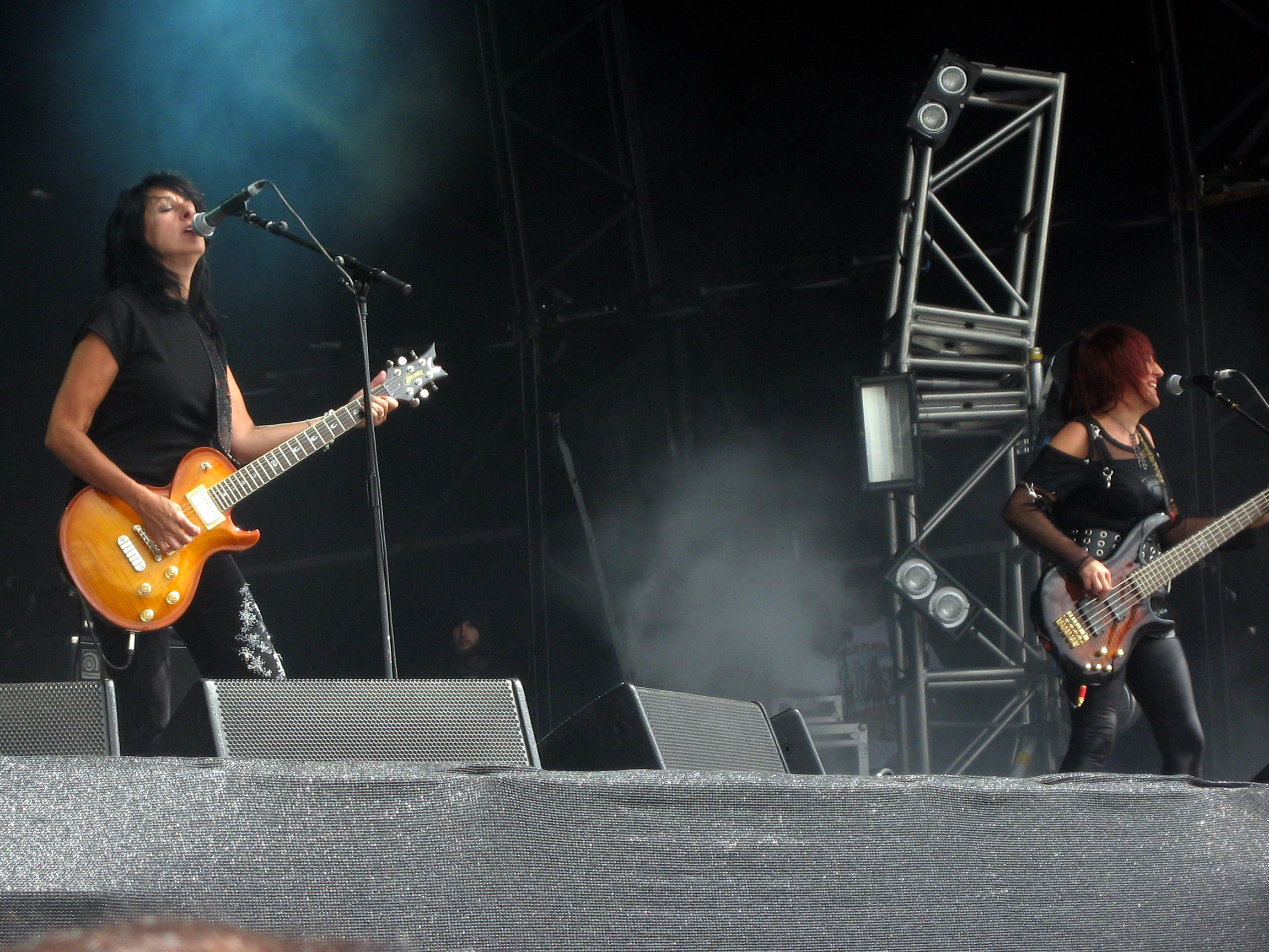
Le Girlschool al Bloodstock Open Air 2009

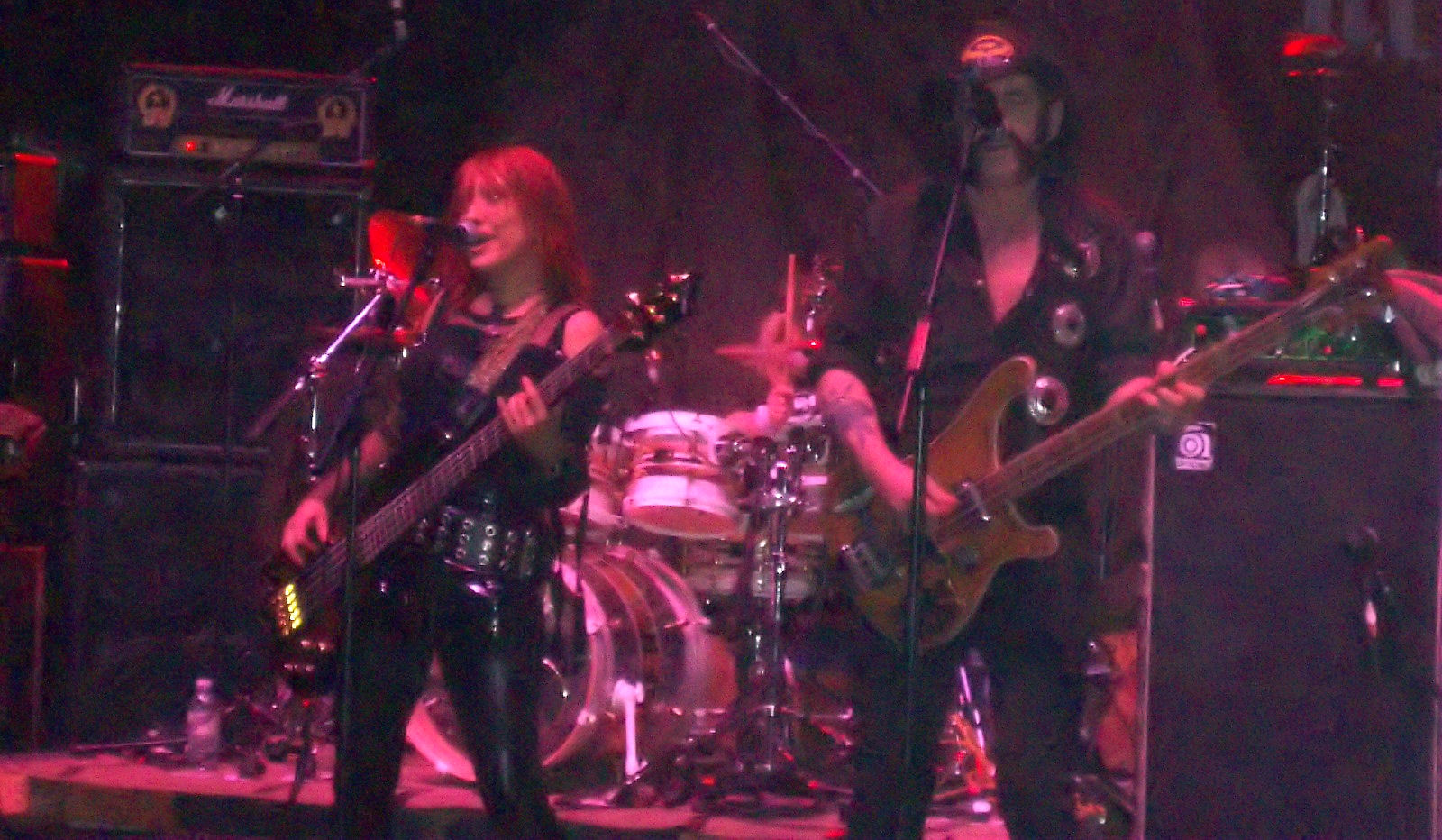
Le Girlschool Hammersmith Apollo 2009, con la partecipazione di Lemmy Klimister

Nel dicembre 1978 pubblicarono il loro primo singolo, Take It All Away, e grazie ai tanti concerti e al successo del singolo, ottennero una certa attenzione da parte di altri colleghi nel loro genere. Così tennero una tournée a fianco dei Motörhead, a cui sarebbero rimasti legati per molti anni condividendo con loro il contratto con la Bronze Records.
Nel 1980 pubblicarono Demolition, ritenuto uno degli album più importanti della NWOBHM, anche grazie a canzoni come Emergency e Race with the Devil.
Nel 1981 pubblicarono assieme ai Motörhead l'EP St. Valentines Day Massacre con il nome di Headgirl, contenente il noto singolo Please Don't Touch, e raggiunsero un picco di popolarità con il secondo lavoro, Hit and Run, giunto al quinto posto in classifica nel Regno Unito. Suonarono con successo all'Hammersmith Odeon e ottennero un buon seguito in Europa e negli Stati Uniti anche grazie a concerti con gli Iron Maiden, i Deep Purple, gli Scorpions e i Blue Öyster Cult.

### Il declino
A partire dal 1982 il loro successo iniziò a declinare insieme a quello di altri musicisti NWOBHM. Allora pubblicarono Screaming Blue Murder, che ebbe vendite più moderate. Ad ottobre di quell'anno McAuliffe rischiò la vita per una scossa elettrica durante un concerto in Danimarca, ma si riprese in tempo per altri due tour, uno in Giappone e l'altro in Europa con i Rainbow.
In seguito pubblicarono il loro quarto album, Play Dirty (1983), che però non fu molto apprezzato dal pubblico e che raggiunse solo la 66ª posizione in classifica nel Regno Unito.
Dopo il tour promozionale per Play Dirty, Johnson si separò dalla band per andare a vivere negli Stati Uniti con l'ex bassista delle Runaways Vicki Blue e fu sostituita da Cris Bonacci. Dal 1984 s'impegnarono con un contratto con una grande casa discografica e continuarono ad avere un certo seguito. Per un po' di tempo Jackie Bodimead lavorò con le Girlschool come cantante realizzando il disco Running Wild (questa formazione fu ricreata in seguito per un'esibizione a Camden Palace).
L'anno successivo uscì Nightmare at Maple Cross, con Kim McAuliffe alla voce, e nel 1988 Take a Bite.
Nel 1992 la band pubblicò l'omonimo album Girlschool e tre anni dopo il live Girlschool Live.

### Nuovo millennio
Nel 2000 uscì il disco 21st Anniversary: Not That Innocent, seguito nel 2004 da Believe.
Nel novembre 2005 le Girlschool girarono ancora in concerto con i Motörhead per un tour britannico per festeggiare i 30 anni di attività.
Il 15 luglio 2007 Kelly Johnson morì all'età di 49 anni dopo 6 anni di lotta contro un cancro alla spina dorsale; l'anno successivo la band la ricordò con il pezzo Legend, pubblicato nell'album Legacy.
Il 29 gennaio 2019 il gruppo annunciò la fuoriuscita della bassista Enid Williams, che fu sostituita dall'ex bassista delle Rock Goddess Tracey Lamb (già nelle Girlschool dal 1987 al 1991 e dal 1993 al 2000), con la quale, nel luglio 2023, è stato inciso l'album WTFortyfive?.

## Formazione

### Formazione attuale
- Denise Dufort - batteria (1978-oggi)
- Kim McAuliffe - voce, chitarra (1978-oggi)
- Jackie Chambers - chitarra (2000-oggi)
- Olivia Airey - basso elettrico (2024-oggi)

### Ex componenti
- Enid Williams - basso elettrico, voce (1978-1982, 2000-2019)
- Deirdre Cartwright - batteria
- Gil Weston - basso (1982-1987)
- Kelly Johnson - chitarra (1978-1983, 1993-1999)
- Cris Bonacci - chitarra
- Jackie Bodimead - voce e tastiera
- Tracey Lamb - basso elettrico (1987-1991, 1993-2000, 2019-2024)

## Discografia
Album in studio
- 1980 - Demolition
- 1981 - Hit and Run
- 1982 - Screaming Blue Murder
- 1983 - Play Dirty
- 1985 - Running Wild
- 1986 - Nightmare at Maple Cross
- 1988 - Take a Bite
- 1993 - Girlschool
- 2002 - 21st Anniversary: Not That Innocent
- 2004 - Believe
- 2008 - Legacy
- 2011 - Hit and Run - Revisited
- 2015 - Guilty as Sin
- 2023 - WTFortyfive?

EP
- 1981 - St. Valentine's Day Massacre
- 1981 - Hard Rock on 12 Inch /Stay Clean
- 1982 - Live and More
- 1982 - Wildlife
- 1983 - 1-2-3-4 Rock 'N' Roll
- 2015 - Propaganda!

Album dal vivo
- 1996 - Girlschool Live
- 1997 - King Biscuit Flower Hour Presents in Concert
- 2000 - Race with the Devil Live

## Videografia
- 2005 - Girlschool - Live In London